# アキバザイジュウ
『アキバザイジュウ』は、稜之大介原作兼主人公のレポート漫画作品。『ジャンプスクエア』（集英社）にて2007年12月号（創刊号）から2008年8月号まで連載された。

## 概要
新人漫画家・稜之大介が、秋葉原をレポートしてみないかと担当・ホソノに言われ、実際に秋葉原に住み、面白スポットなどを体験する。

## 登場人物
稜之大介（かどくに だいすけ）
本作の主人公兼原作者。いつもヘアバンドを着用している。
概要どおりコンセプトは「実際に秋葉原に住んで・・・」の筈なのだが、引越し費用が編集部より一切出ないため、現在に至るまでまだ実際にはアキバにザイジュウしてはいないらしく（住居は沿線にあるらしい）、それをホソノに突かれ最初は渋々レポートに向かうことが多い。
ホソノ
稜之大介の担当編集者。稜之に秋葉原のレポートを依頼する。
別名鬼のホソノ、時折仏のホソノになるが、何かたくらんでいることが多い。稜之いわく「ノープラン」。

## レポート内容
1. 秋葉原にある耳かき専門店で癒せ!
2. コスプレを体験しろ!
3. メイドがインストラクターのフィットネスを体験しろ!
4. 二足歩行のロボットの今を体験しろ!
5. 原宿に出張して、ペン回しを体験しろ!
6. テコ入れを全開にしろ!（海外に出張する予定がキャンセルし、止むを得なかったため）
7. Tales of Innocenceの作者海童博行と一緒にショーケースを出店しろ!
8. 実写映画『ドラゴンボール』の取材（前編）
9. 実写映画『ドラゴンボール』の取材（後編、最終回）